# SC Magdeburg
SC Magdeburg je profesionální házenkářský klub sídlící v německém městě Magdeburg. Tým hraje nejvyšší německou Bundesligu. Mezi největší úspěchy klubu patří vítězství v Lize mistrů EHF v letech 2002 a 2023, Evropské lize EHF v letech 1999, 2001, 2007, 2021 a IHF Super Globe v letech 2021 a 2022.

## Historie
Během existence Německé demokratické republiky klub vyhrál 10 národních mistrovství v házené (1970, 1977, 1980, 1981, 1982, 1983, 1984, 1985, 1988, 1991) a čtyřikrát vyhrál Východoněmecký pohár. V roce 1991 vyhrál SC Magdeburg poslední východoněmecký šampionát, než přešel do spojené házenkářské Bundesligy, tu vyhrál klub třikrát v historii (2001, 2022, 2024), dvakrát vyhrál také DHB-Pokal (1996, 2016) a dvakrát německý Superpohár (1996, 2001).
Klub také vyhrál čtyřikrát Ligu mistrů EHF (1978, 1981, 2002, 2023), čtyřikrát Evropskou ligu EHF (1999, 2001, 2007, 2021), třikrát Superpohár EHF (1981, 2001, 2002) a dvakrát IHF Super Globe (2021, 2022).